# Местр, Жозеф де
Жозе́ф де Местр (фр. Joseph de Maistre; 1 апреля 1753[…], Шамбери — 26 февраля 1821[…], Турин, Турин) — савойский католический философ, литератор, политик и сардинский дипломат, основоположник политического консерватизма. Известен как один из наиболее влиятельных идеологов консерватизма в конце XVIII — начале XIX веков. Старший брат Ксавье де Местра (1763—1852).

## Биография
Жозеф де Местр родился 1 апреля 1753 года в Шамбери, в Савойе, являвшейся в то время частью Сардинского королевства, во французской аристократической семье. Его отец, Франсуа-Ксавье Местр, граф Местр (фр.) (1705—1789), являлся президентом Савойского Сената. Воспитывался в иезуитском колледже. Его дед Андре Местр (1661—1722), родители которого Франсуа Местр (1630—1674) и Маргарита Местр (урождённая Далмасси; 1641—1717) происходили из графства Ницца, был торговцем тканями и членом городского совета в Ницце (тогда находившейся под властью Савойского дома).

### Масон и мартинист
В 1774 году окончил Туринский университет, где изучал право. В том же году стал членом масонской ложи Шотландского устава Святого Иоанна «Trois Mortiers» (Три Мортиры) на востоке родного ему города Шамбери. Эта ложа была создана в 1749 году под эгидой Великой ложи Англии и была одной из первых масонских лож, созданных в континентальной Европе (за пределами Парижа); братья ложи включали в свои задачи совмещение своей причастности к масонству со строгой католической верой, кроме того, она отвергала те тезисы, в которых утверждалось, что масонство и мартинизм принимали активное участие в заговоре, приведшем к Революции. Жозеф де Местр оставался членом этой ложи до 1790 года, достигнув должности великого оратора.
В 1774 году вместе с несколькими братьями из Шамбери, с которыми он основал четырьмя годами позже новую ложу «Искренность», он обратился к Жану-Батисту Виллермозу (1730—1824) в Лион за посвящением в мартинизм (он был принят в благодетельные рыцари Святого Града под именем «Josephus a Floribus»), откуда он черпал многочисленные элементы, которые затем мы обнаруживаем в его трудах, а именно: провиденциализм, пророчество, обратимость наказаний и т. д.
Глубоко вовлечённый в жизнь Ордена «Рыцарей благодетелей Святого Града», накануне Вилльгельмсбадского Конвента (1782 год) Жозеф де Местр отправляет занимавшему высокий пост Жану-Батисту Виллермозу свои знаменитые «Мемуары герцога Брауншвейгского». Кроме того, граф Жозеф де Местр поддерживал дружеские отношения с Луи-Клодом де Сен-Мартеном, которым в высшей степени восхищался, и восхищение его было тем более сильным, что, как он писал своей сестре, он «во всех отношениях отстаивал ортодоксию», откуда и происходила его тяга к мартинизму. Его брат Ксавье де Местр также был писателем.

### Сенатор
В 1787 году, как и его отец, стал сенатором. Первоначально симпатизировал французской революции, но быстро в ней разочаровался. От Франсуазы де Моран де Сен-Сюльпис (Françoise de Morand de Saint-Sulpice, 1759—1839) имел сына Рудольфа (1789—1866) и двух дочерей: Адель (1787—1862) и Констанцию (1793—1882). Его тестем был полковник полка Шабле Жан-Пьер де Моран (1703—1759).

### В изгнании
После оккупации Савойи французской армией в 1792 году де Местр перебрался в Швейцарию, где начал выступать в качестве публициста, опубликовав «Письма Савойского роялиста» (1793), в которых выступил с критикой сложившегося во Франции режима.
В 1796 году в Лозанне он опубликовал историко-политическую работу «Рассуждения о Франции» («Considérations sur la France»), где изложил собственную концепцию возникновения и развития французской революции.

### Посланник в России
В 1803—1817 гг. являлся сардинским посланником в России, где опубликовал две свои основные работы, в которых отразилась его полемика с А. С. Стурдзой:
- «Essai sur le principe générateur des constitutions politiques et des autres institutions humaines» («Опыты о принципе порождения политических учреждений и других человеческих установлений») (Санкт-Петербург, 1810 год) и
- «Des délais de la justice divine» («О сроках божественной справедливости») (Санкт-Петербург, 1815 год)[6].

### Министр
После своего отзыва проживал в Турине, где занимал должности магистратора Турина, а также министра в правительстве Сардинского королевства. Продолжал активно публиковаться, в 1819—1821 гг. вышли его работы:
- «Du Раре» («О Папе») (Лион, 1819),
- «De l'Église Gallicane» («О галликанской церкви») (Париж, 1821);
- «Les soirées de St.-Pétersbourg» («Санкт-Петербургские вечера») (Париж, 1821)[6].

Скончался 26 февраля 1821 года в Турине.
Уже после его смерти, в 1835 году, в Париже, вышел его трактат «Examen de la philosophie de Bacon» («Рассмотрение философии Бэкона»).

## Философские и политические воззрения
В своих произведениях Жозеф де Местр выступает как философ-провиденциалист. В работе «Размышления о Франции» («Considérations sur la France», 1796) де Местр выдвигает собственную теорию революции, находя её причиной божественный замысел, цель которого состояла в очищении Франции от элементов, виновных в «покушении, совершённом на верховную власть во имя нации». Такими элементами де Местр считает выродившиеся, по его мнению, либеральное дворянство и духовенство, которые попали под влияние философов Просвещения.
Также в главе «О насильственном уничтожении человеческого вида» де Местр апологетизирует войну как неизбежный фактор прогресса, очищающий народы от бесполезных элементов.

## Влияние
В России Жозеф де Местр пробыл 14 лет, поэтому неудивительно, что его творчество нашло своё отражение в работах некоторых представителей социально-политической мысли России.
Прежде всего принято упоминать следующие фигуры: Пётр Чаадаев, который во многом вдохновлялся мыслями де Местра из «Четырёх глав о России»; Ф. Тютчев, М. Н. Катков; Н. Я. Данилевский, чью концепцию культурно-исторических типов де Местр во многом предвосхитил в своей философии истории; Константин Леонтьев, яркий представитель русского эстетического консерватизма, который также близок де Местру в ряде пунктов учения, включая критику современного состояния Европы; такие представители консервативной мысли, как Константин Победоносцев и Лев Тихомиров.
Философ Исайя Берлин убежден, что де Местр оказал влияние на Льва Толстого; существуют исследования, доказывающие преемственность идей савойского мыслителя в работах Фёдора Достоевского.
В черновиках романа Льва Толстого «Война и мир» Жозеф де Местр дважды упоминается как посетитель салона А. П. Шерер в 1805 году; возможно, он является прообразом виконта Мортемара.
Имя де Местра упоминается Львом Толстым в т. IV романа «Война и мир» (ч.3, гл. XIX), где о нем говорится как об одном из «самых искусных дипломатов» эпохи войны 1812 года. Историк Альбер Сорель указал на близкое сходство между взглядами Толстого на войну и рассуждениями в седьмом диалоге Местра «Санкт-Петербургские вечера». В этих рассуждениях подчеркнуты никчемность планов сражения и зависимость результата последнего от духа армии. И эти же мысли у Толстого накануне Бородинской битвы высказывает князь Андрей Болконский. Лев Толстой не раз цитировал в различные годы остроумное замечание де Местра о трудности краткого изложения мыслей: «Извините длинноту этого письма. Я не имел времени сделать его более коротким».

## Оценки
Французский литературовед Эмиль Фаге: «Яростный абсолютист, оголтелый теократ, непримиримый легитимист, апостиль звериного триединства от папы, короля и палача, всегда и везде защитник самого строгого, узколобого, самого непреклонного догматизма, мрачная фигура из средних веков, наполовину учёный доктор, наполовину инквизитор, наполовину палач.»
Эстонский литературовед Александер Аспель (Айовский университет): «Чтобы доказать необходимость религиозной дисциплины и строгого государственного давления, он описывал [в книге „Санкт-Петербургские вечера“] с самыми ужасными красками господствующую роль зла в человечестве. Кровь должна литься с древнейших времён. Но всё это поставлена Божественным Предвидением. Войны и палачи исполняют его волю.»

## Память
Де Местр — один из героев романа Юрия Тынянова «Пушкин» (1936).